# ديفيد غليك
ديفيد غليك (بالإنجليزية: David Glick)‏ هو محامي وشخصية أعمال أمريكي، ولد في 1963.